# Billie Lourd
Billie Catherine Lourd (født 17. juli 1992) er en amerikansk skuespiller, der er kendt for at spille Chanel #3 i tv-serien Scream Queens og Winter Anderson i tv-serien American Horror Story: Cult. Hun har desuden medvirket i spillefilmene Star Wars: The Force Awakens og Star Wars: The Last Jedi. Lourd er datter af skuespilleren Carrie Fisher og talentagenten Bryan Lourd.

## Baggrund
Lourd blev født i Los Angeles som det eneste barn af skuespilleren Carrie Fisher og talentagenten Bryan Lourd. På mødrende side er hun barnebarn til skuespilleren Debbie Reynolds og sangeren Eddie Fisher og niece til Todd Fisher, Joely Fisher og Tricia Leigh Fisher. Hendes gudmor er skuespilleren Meryl Streep. På mødrende side er hun af italiensk, tysk jødisk, russisk jødisk, skotsk-irsk og engelsk oprindelse. Forfatteren Bruce Wagner er Lourds gudfar.
Lourd studerede psykologi på New York University og tog eksamen i 2014.

## Karriere
Lourd spillede Løjtnant Connix i Star Wars: The Force Awakens (2015). I The Ellen DeGeneres Show i 2017 fortalte hu, at hun var gået efter hovedrollen som Rey, der imidlertid gik til Daisy Ridley. Lourd medvirkede også i den efterfølgende film, Star Wars: The Last Jedi.
I februar 2015 blev Lourd castet til Fox' horror-komedie Scream Queens. Lourds figur, en rig og utilfreds pige kendt som Chanel #3 bærer høreværn som en hyldest til Fishers ikoniske frisure med knuder i siden i den originale Star Wars-film. I december 2015 fortalte Lourd om sit første møde med skaberen af Scream Queens, Ryan Murphy:
 Jeg troede han ville have mig til audition, så jeg var bare helt afslappet omkring nyheden. Jeg tænkte ikke på, at han ville hyre mig, for jeg vidste, at det ikke var sådan, at tingene fungerede. Næste dag fortalte de mig, du ved det tilbud, du ikke lød så begejstret for? Det er et tilbud, ikke en audition. Jeg flippede ud. Jeg vidste ikke, hvordan han gjorde det! Den næste uge var jeg i New Orleans.

I december 2015 blev hun en af de medvirkende i den amerikanske biografiske krimi Billionaire Boys Club, hvor hun spiller Kyle Biltmores kæreste Rosanna.
I 2016 vendte Lourd tilbage i anden sæson af Scream Queens. Hun fik desuden rollen som Winter Anderson i den syvende sæson af American Horror Story, der havde premiere 5. september 2017. Her har hun desuden spillet Linda Kasabian, et tidligere medlem af Manson Family-kulten.

## Filmografi

### Film
| År   | Titel                        | Rolle                     |
| ---- | ---------------------------- | ------------------------- |
| 2015 | Star Wars: The Force Awakens | Løjtnant Kaydel Ko Connix |
| 2017 | Star Wars: The Last Jedi     | Løjtnant Kaydel Ko Connix |
| 2018 | Billionaire Boys Club        | Rosanna Tickpurth         |

### Tv-serier
| År        | Titel                       | Rolle                     | Notes                              |
| --------- | --------------------------- | ------------------------- | ---------------------------------- |
| 2015–2016 | Scream Queens               | Sadie Swenson / Chanel #3 | Hovedrolle, 23 afsnit              |
| 2017      | American Horror Story: Cult | Winter Anderson           | Hovedrolle, 10 afsnit              |
| 2017      | American Horror Story: Cult | Linda Kasabian            | Afsnit: Charles (Manson) in Charge |